# Janków Przygodzki

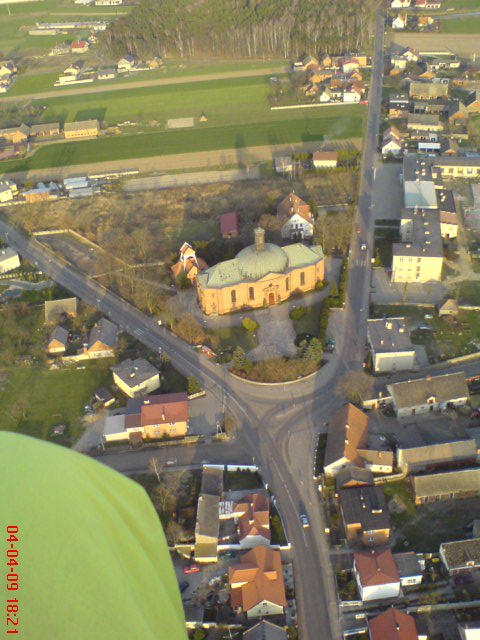
Blick auf das Stadtzentrum mit der St. Josefskirche

Janków Przygodzki [jankuf pʂɨɡɔt͡ski] ist ein Dorf in der Landgemeinde Przygodzice, innerhalb des Powiats Ostrowski, Woiwodschaft Großpolen, im mittleren Westen von Polen.

## Geschichte
In der Zeit der deutschen Besetzung von 1943 bis 1945 hieß die Ortschaft Johanneshöh. Von 1975 bis 1998 gehörte die Ortschaft zur aufgelösten Woiwodschaft Kalisz. Seit 1998 gehört Janków Przygodzki zur Landesgemeinde von Przygodzice.

### Einwohner
Die Bevölkerung der Ortschaft betrug 2010 1707 Menschen.

### Pipeline-Explosion 2013
Am 14. November 2013 ereignete sich während der Bauarbeiten an einer Hochdruck-Pipeline eine folgenschwere Explosion, in deren Folge mehrere Teile der Ortschaft in Flammen aufgingen. Durch die Explosion starben mindestens zwei Menschen. Zehn weitere wurden teilweise durch die Wucht der Explosion schwer verletzt. Die Pipeline wurde zum Zeitpunkt der Explosion modernisiert. Das Feuer erreichte bedeutende Teile des Dorfes und zerstörte eine große Fläche des Ortskernes. Das Feuer setzte zudem den angrenzenden Szkolna-Wald in Brand.